# Christine Stanton
Christine Frances Stanton z domu Annison (ur. 12 grudnia 1959 w Cottesloe) – australijska lekkoatletka, specjalistka skoku wzwyż, dwukrotna medalistka  igrzysk Wspólnoty Narodów, trzykrotna olimpijka.

## Kariera sportowa
Zajęła 3. miejsce w skoku wzwyż na igrzyskach Konferencji Pacyfiku w 1977 w Canberze oraz 6. miejsce w zawodach pucharu świata w 1977 w Düsseldorfie. Na igrzyskach olimpijskich w 1980 w Moskwie zajęła 6. miejsce ex aequo z Andreą Bienias z Niemieckiej Republiki Demokratycznej. Ponownie zajęła 3. miejsce na igrzyskach Konferencji Pacyfiku w 1981 w Christchurch. W pucharze świata w 1981 w Rzymie była czwarta.
Zdobyła srebrny medal (przegrywając jedynie z Debbie Brill z Kanady, a wyprzedzając Barbarę Simmonds z Anglii) na igrzyskach Wspólnoty Narodów w 1982 w Brisbane. Odpadła w kwalifikacjach na mistrzostwach świata w 1983 w Helsinkach. Zajęła 11. miejsce (ex aequo z czterema innymi zawodniczkami) na igrzyskach olimpijskich w 1984 w Los Angeles oraz 5. miejsce w pucharze świata w 1985 w Canberze.
Stanton zdobyła złoty medal (wyprzedzając reprezentantki Irlandii Północnej Sharon McPeake i Janet Boyle) na igrzyskach Wspólnoty Narodów w 1986 w Edynburgu. Odpadła w kwalifikacjach na mistrzostwach świata w 1987 w Rzymie. Zajęła 7. miejsce na igrzyskach olimpijskich w 1988 w Seulu.
Była mistrzynią Australii w skoku wzwyż w latach 1975/1976, 1976/1977. 1979/1980, 1980/1981, 1982/1983, 1984/1985, 1985/1986 i 1986/1987, wicemistrzynią w 1977/1978, 1983/1984, 1987/1988 i 1988/1989 oraz brązową medalistką w 1974/1975 i 1981/1982. Była również mistrzynią swego kraju w skoku w dal w 1980/1981, wicemistrzynią w siedmioboju 1982/1983 i w biegu na 100 metrów przez płotki w 1983/1984, a także brązową medalistką  w pięcioboju w 1979/1980, w skoku w dal w 1981/1982 i w siedmioboju w 1984/19856.
Czterokrotnie poprawiała rekord Australii w skoku wzwyż, doprowadzając go do wyniku 1,96 m, uzyskanego 26 stycznia 1985 w Adelaide. Był to najlepszy wynik w jej karierze.